# Paizay-le-Chapt
Paizay-le-Chapt è un comune francese di 269 abitanti situato nel dipartimento delle Deux-Sèvres nella regione della Nuova Aquitania.

## Società

### Evoluzione demografica
Abitanti censiti